# Vicente Parra Sisternes
Vicente Parra Sisternes (Xàtiva, 1962) és un polític valencià. Diplomat en enginyeria agrícola i administrador d'Ingytop XXI S.L., des del 2003 és primer tinent d'alcalde i regidor d'obres i urbanisme de l'ajuntament de Xàtiva, on és president del Partit Popular. També és president de la Mancomunitat La Costera-Canal i ha estat diputat per la província de València a les eleccions a les Corts Valencianes de 2007.